# والتر إكس. يونغ
والتر إكس. يونغ (بالإنجليزية: Walter X. Young)‏ هو ضابط أمريكي، ولد في 22 أكتوبر 1918 في شيكاغو في الولايات المتحدة، وتوفي في 7 أغسطس 1942 في Gavutu ‏ في جزر سليمان.